# Termas romanas Badenweiler
Las Termas romanas Badenweiler son las ruinas de termas romanas en Badenweiler, Alemania.

## Historia
En la época prerromana las aguas termales de Badenweiler ya fueron utilizadas por los celtas. Poco después de la conquista romana surgió un asentamiento civil con un edificio de termas que fue remodelado y ampliado probablemente varias veces. Las termas fueron dedicadas a Diana Abnoba, la diosa galo-romana de la Selva Negra, y formaron el núcleo del asentamiento.
El edificio de las termas era una construcción de simetría axial. La primera remodelación afectó sobre todo al antecuerpo norte del edificio. Además, se construyeron nuevos vestuarios laterales con palestras situadas delante y dos nuevas piscinas fueron instaladas en los antiguos vestuarios.
Las ruinas fueron desenterradas en 1784. En 2001 se construyó un techo protector.